# You Like Me Too Much
Pistes de Help!
It's Only Love Tell Me What You See
You Like Me Too Much est une chanson des Beatles écrite par George Harrison. La chanson, enregistrée le 17 février 1965, est l'une de ses premières compositions. Elle paraît pour la première fois sur l'album Help! au Royaume-Uni et sur Beatles VI aux États-Unis, en 1965 pour les deux.
Il s'agit d'une chanson pop assez peu notoire dans le répertoire du groupe, qui s'illustre notamment par l'usage de piano électrique et l'introduction jouée au piano à queue par Paul McCartney et George Martin.

## Genèse
You Like Me Too Much est composée par George Harrison pour la bande son du film Help!, bien qu'elle ne soit finalement pas retenue pour celui-ci. Avec I Need You, écrite à la même période, il s'agit des premières compositions de Harrison publiées par les Beatles depuis Don't Bother Me, en 1963. De ces premières compositions, il ne tire aucune fierté : la chanson raconte une histoire d'amour assez classique, un garçon venant de se faire plaquer mais sachant que la fille reviendra car elle l'aime trop. Il s'agit d'ailleurs d'une des rares chansons sur lesquelles le chanteur ne revient pas dans son autobiographie I Me Mine, publiée en 1980.
Sur ces compositions maladroites des débuts, John Lennon explique : « On ne pouvait pas exclure George. Il y a eu une période embarrassante car ses chansons n'étaient pas très bonnes et que personne ne voulait rien dire, mais on travaillait dessus. [...] Ce n'est pas du tout une manière de le rabaisser, c'est seulement, que comme auteur, il n'avait pas notre métier. »

## Enregistrement

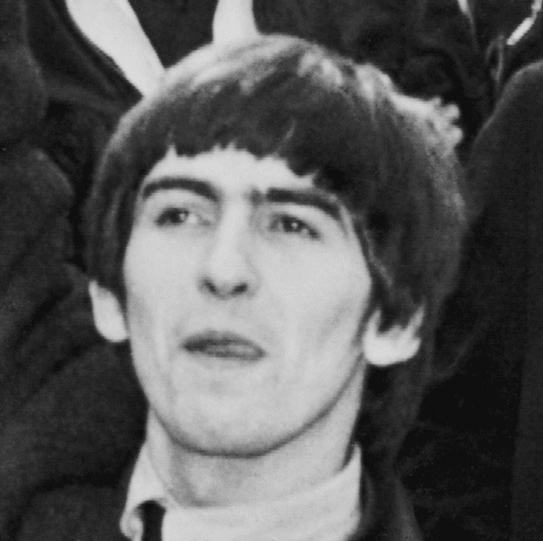
You Like Me Too Much est une des premières compositions de George Harrison.

Les Beatles connaissent mi-février 1965 une semaine intense de travail en studio pour préparer la bande originale de Help!. Le mercredi 17 février, deux chansons sont enregistrées : The Night Before et You Like Me Too Much. Elles présentent plusieurs points communs : John Lennon joue en effet du piano électrique sur les deux, et dans les deux cas, la voix du chanteur soliste (respectivement Paul McCartney et George Harrison) est doublée, technique dont le groupe use alors de plus en plus. Huit prises de You Like Me Too Much sont réalisées entre 19 et 23 heures. Plusieurs overdubs sont réalisés, notamment le duo de McCartney et George Martin sur un piano à queue.
Le lendemain, Martin accompagné des ingénieurs du son Norman Smith et Ken Scott réalisent le mixage monophonique de la chanson. Smith et Malcolm Davies se chargent de la même opération pour la version stéréo le 23 février.

## Interprètes
- George Harrison : chant, guitare solo
- Paul McCartney : chœurs, basse, piano
- John Lennon : piano électrique, guitare acoustique
- Ringo Starr : batterie, tambourin
- George Martin : piano

## Parution
Non conservée pour le film, You Like Me Too Much est reléguée en face B de l'album Help! (la face A comportant la bande originale). L'album sort au Royaume-Uni le 6 août 1965. Aux États-Unis, la version qui sort le 13 août ne comprend que la face A. You Like Me Too Much y est donc parue sur un album inédit le 14 juin précédent, Beatles VI.
Le musicologue Allan Pollack explique que la chanson réussit à s'inscrire dans le contexte pop des compositions du tandem Lennon/McCartney de l'époque, tout en conservant des particularités propres à Harrison. Richie Unterberger du site AllMusic trouve pour sa part qu'il s'agit de la chanson la moins connue du guitariste à l'époque des Beatles, mais qu'elle montre qu'il était capable de composer de bonnes chansons de remplissage pour les albums du groupe.
Il s'agit par ailleurs de l'une des rares chansons des Fab Four à n'avoir fait l'objet d'aucune reprise notable. Par contre le groupe suisse les Faux Frères l'ont adapté en français en 1966 sous le titre Une fille pour deux garçons.

### Publication en France
La chanson arrive en France en septembre 1965 sur la face B d'un 45 tours EP (« super 45 tours ») ; elle est accompagnée  de Dizzy Miss Lizzy. Sur la face A figurent You've Got to Hide Your Love Away et Yesterday. La photo de la pochette est prise aux Bahamas lors du tournage du film Help!. Ce même cliché orne le dos de l'album de la bande son américain,.